# ارگ زری
ارگ زری یک منطقهٔ مسکونی در افغانستان است که در ولسوالی یکاولنگ در ولایت بامیان واقع شده‌است. 